# Landler Jenő Gimnázium
A Landler Jenő Gimnázium és Egészségügyi Szakközépiskola ezen a néven 1957-ben kezdte meg működését Nagykanizsán. A Sugár utca és Rozgonyi utca által határolt területen található.
Közvetlen elődje az Irányi Dániel Gimnázium volt, amely az 1949-es államosítástól 1957-ig működött ezen a néven. A jogelőd pedig a Batthyány Lajos által alapított iskola 1765-ből.
1990-től napjainkig Batthyány Lajos Gimnázium néven működik, amely Zala megye egyik legszínvonalasabb középiskolája, és országosan is előkelő helyet foglal el középiskolák  felsőoktatásba felvett, végzett diákok listáján. Az új szárny, ahol ma a jogutód Batthyány Lajos Gimnáziumban az oktatás folyik, 1980–1981-ben épült. 
Korábbi igazgatók: Zsoldos Ferenc, Szebenyi Mária. Az iskola híres tanulói voltak például Balázsovits Lajos, Zala Márk, Molnár Flóra.